# Acsay László
Acsay László (Acsay Leslie) (Munkács, 1905. november 9. – New York, 1992. augusztus 7.) építészmérnök, politikus, országgyűlési képviselő.

## Életpályája
1923-ban érettségizett a budapesti Madách Imre Gimnáziumban. 1929-ben diplomázott a Műegyetemen. 1930–1931 között a Magyar Egyetemisták és Főiskolai Hallgatók Országos Szövetségének (MEFHOSZ) elnöke, majd tiszteletbeli elnöke volt. 1930–1941 között a Fővárosi Közmunkák Tanácsa (FKT) Mérnöki Osztálya munkatársaként a városszabályozási kérdésekkel foglalkozott. 1933-ban a Pázmány Péter Tudományegyetemen államtudományi doktori oklevelet szerzett. A zsidótörvények életbe lépése után állásából felfüggesztették és nyugdíjazták. 1945 után az Fővárosi Közmunkák Tanácsa (FKT) miniszteri tanácsosa volt. 1946–1947 között a budapesti amerikai követség építészeként dolgozott. 1947 decemberében Magyarország elhagyására kényszerült; New Yorkban telepedett le.
Építészként vezető szerepet játszott Budapest székesfőváros újjáépítési tervének elkészítésében.

### Politikai pályafutása
1931-től az FKGP tagja volt. 1936-tól az FKGP pártügyésze volt. 1939-ben az FKGP pótképviselője (Abaúj-Torna vármegyei lista) volt. 1945-ben a Budapesti Nemzeti Bizottság és a budapesti törvényhatósági bizottság tagja volt. 1945-ben az Ideiglenes Nemzetgyűlés (Abaúj-Zemplén vármegye), majd 1945–1947 között a Nemzetgyűlés országgyűlési képviselője (Borsod–Gömör vármegyék) volt. 1945–1947 között az FKGP IV. kerületi szervezetének alelnöke, a párt mérnök-, technikus- és építőmester tagozatának elnöke volt. 1945–1947 között az FKGP Országos Intéző Bizottságának tagja volt. Az FKGP ún. régi gárdájához tartozott, Dobi István követelésére 1947. június 21-én kilépett a pártból, és a Pfeiffer Zoltán vezette Magyar Függetlenségi Párthoz csatlakozott. 1947-ben az Magyar Függetlenségi Párt országgyűlési képviselője (Borsod–Gömör, Zemplén, Abaúj vármegyék és Miskolc) volt. Mandátumát a választási bíróság hamis ajánlásokra hivatkozva törvénytelenül megsemmisítette a párt többi képviselőjével együtt. 1949–1956 között a Magyar Nemzeti Bizottmány tagja és a pénzügyi bizottság vezetője volt.

## Családja
Szülei: Acsay István (1869–1960) középiskolai tanár, tankerületi főigazgató és Helcz Sarolta (?-1966) voltak. Testvére: Acsay Tihamér (1899–1958) jogász, gyorsírásszakértő, országgyűlési képviselő és Acsay István (1904–1976) mérnök, a BSZKRT igazgatója. Felesége, Székely Lujza (1902–1998) színésznő, Pethő Sándor író, újságíró özvegye volt.

## Művei
- Hogyan építsünk? (A falu könyvtára. 40. Budapest, 1927)
- Az alsórákosi rétek. Adatok a fővárosi lakáskérdés megoldásához (Magyar Szemle, 1930)
- Diákszociális intézményeink (Magyar Szemle, 1931)
- Az álláshalmozás és az ifjúság (Magyar Szemle, 1932)
- Save the Splendor of Budapest. Highlights from Budapest 2000 Years. (New York, 1965)
- Ipartelepek építészete (Budapest, 1966)
- Eckhardt Tibor. Államférfi a száműzetésben. (New York, 1971)
- Egy centenárium, és ami mögötte van… A magyar építészet az orosz megszállás alatt (Magyar Híradó [Bécs], 1973)
- Who Was the Designer of the White House? A szerző előadása (New York, 1974)